# Meridiano 31 W
O meridiano 31 W é um meridiano que, partindo do Polo Norte, atravessa o Oceano Ártico, Gronelândia, Oceano Atlântico, Oceano Antártico, Antártida e chega ao Polo Sul. Forma um círculo máximo com o Meridiano 149 E.
Começando no Polo Norte, o meridiano 31 Oeste tem os seguintes cruzamentos:
| País, território ou mar | Notas |
| ----------------------- | --- |
| Oceano Ártico           | |
| Gronelândia             | |
| Oceano Atlântico        | Passa a leste da Ilha do Corvo e da Ilha das Flores, Açores, Portugal                                          |
| Oceano Antártico        | |
| Antártida               | Território reivindicado pela Argentina (Antártida Argentina) e pelo Reino Unido Território Antártico Britânico |